# Renzo Vecchiato
Renzo Vecchiato, född 8 augusti 1955 i Trieste, Italien, är en italiensk basketspelare som tog tog OS-silver 1980 i Moskva. Detta var Italiens första basketmedalj i OS, och det kom att dröja till baskettävlingarna vid OS 2004 i Aten innan nästa medalj - ett silver - togs. 1983 var Vecchiato med och vann EM-guld i basket.